# Sphingobacteriaceae
Famille
La famille Sphingobacteriaceae fait partie de l'ordre des Sphingobacteriales du phylum Bacteroidota. Elle contient 14 genres de bactéries environnementales dont le genre type Sphingobacterium.

## Description
La famille des Sphingobacteriaceae est décrite en 1998 par Steyn et placée en 2011 par Kämpfer dans l'ordre Sphingobacteriales,.

## Taxonomie

### Nomenclature
Le nom correct complet validé par l'ICSP (avec auteur) de ce taxon est Sphingobacteriaceae Steyn et al. 1998.

### Étymologie
L'étymologie de la classe Sphingobacteriales est la suivante :  N.L. neut. n. Sphingobacterium, genre type de l'ordre; L. fem. pl. n. suff. -aceae, suffixe définissant une famille; N.L. fem. pl. n. Sphingobacteriaceae, la famille de Sphingobacterium.

### Liste des genres
Selon la LPSN (18 février 2023), la famille Sphingobacteriaceae comprend 14 genres publiés de manière valide :
- Albibacterium García-López et al. 2020
- Anseongella Siddiqi et al. 2016
- Arcticibacter Prasad et al. 2013
- Daejeonella García-López et al. 2020
- Mucilaginibacter Pankratov et al. 2007
- Nubsella Asker et al. 2008
- Olivibacter Ntougias et al. 2007
- Parapedobacter Kim et al. 2007
- Pararcticibacter Cai et al. 2020
- Pedobacter Steyn et al. 1998
- Pelobium Xia et al. 2016
- Pseudopedobacter Cao et al. 2014
- Solitalea Weon et al. 2009
- Sphingobacterium (genre type) Yabuuchi et al. 1983

### Genres non valides
Selon la LPSN (18 février 2023), la famille Sphingobacteriaceae comprend le genre "Hevizibacter" qui est publié de manière non valide.

### Genres synonymes
Le genre Pseudosphingobacterium placé dans cette famille est désormais un synonyme deu genre Olivibacter.